# Tournehem-sur-la-Hem
Tournehem-sur-la-Hem település Franciaországban, Pas-de-Calais megyében. Lakosainak száma 1353 fő (2022. január 1.). Tournehem-sur-la-Hem Zutkerque, Acquin-Westbécourt, Bonningues-lès-Ardres, Clerques, Louches, Mentque-Nortbécourt, Nordausques, Nort-Leulinghem, Quercamps és Zouafques községekkel határos.

## Népesség
A település népessége az elmúlt években az alábbi módon változott:
| Lakosok száma | 1437 | 1456 | 1464 | 1436 | 1418 | 1400 | 1391 | 1371 | 1353 |
|               | 2013 | 2015 | 2016 | 2017 | 2018 | 2019 | 2020 | 2021 | 2022 |